# Dasindo
Dasindo è una frazione del comune di Comano Terme, nella Provincia autonoma di Trento. Fa parte del comune soprascritto dal 1º gennaio 2010, data della sua creazione; prima faceva parte del comune di Lomaso, ora soppresso.
Si trova nella Val Lomasona dirimpetto al villaggio di Favrio che però fa parte del comune di Fiavé.
A Dasindo e nella vicina Vigo Lomaso è rilevante la produzione di mais da polenta o da insilato (per l'alimentazione animale) e quella della patata trentina di montagna.
Nella frazione si trova la chiesetta dedicata all'Assunta, eretta nel X secolo e il cui interno è riccamente affrescato da Simone II Baschenis.

## Storia
Dasindo fu il centro della rivolta giudicariese del 1579 chiamata "guerra del noci". Famoso fu il "gran noce degli Aloisi" posto al di sopra dell'abitato di Dasindo dove si riunì il popolo giudicariese che decise nel 1579 di non firmare il rinnovo delle cosiddette Compattate, leggi che le autorità austriache avrebbero voluto imporre al vescovo Lodovico Madruzzo.
Vi nacque Giovanni Prati nel 1814.